# Winter
Winter er en sang fra det engelske rock ’n’ roll band The Rolling Stones, som findes på deres album fra 1973 Goats Head Soup.
"Winter" har mange ligheder med Moonlight Mile fra deres tidligere album Sticky Fingers. Krediteret til sanger Mick Jagger og guitarist Keith Richards ligner "Winter" mere sammenarbejdet mellem Jagger, og The Stones tidligere anden guitarist på det tidspunkt Mick Taylor. Det var den første sang, der blev indspillet til dette album, og Richards er overhovedet ikke med. Om sangen siger Bill Janovitz i sin anmeldelse: "Her var de på solskinsøen Jamaica, og The Rolling Stones skrev og indspillede en komplet beskrivelse af en nordlig vinter. Måske var de så glade for at havde undgået den sæson,  og de følte  at optagelserne til "Winter" kunne få dem ud af det gamle og ind i et nyt klima. Selvom det beskriver mange negative ting af denne sæson i teksten… virker “Winter” som om sæsonen bliver fejret som noget utroligt smukt, og følelsen det at ville smutte under et varmt tæppe og have en dejlig kop kakao . ” 
| Citat | It's sure been a hard, hard winter, My feet they've been draggin' 'cross the ground; And I hope it's gonna be a long, hot summer; And the light o' love will be burnin' bright | Citat |
|       | |       |

| Citat | And I wish I'd been out in California, When the lights on all the Christmas trees went out; But I been burnin' my bell, book and candle, And the restoration plays have all gone 'round | Citat |
|       | |       |

Indspilningerne begyndte i Kingstons Dynamic Sound Studios i november, og forsatte ind i december 1972. Jagger starter sangen med et akustisk rythme guitar stykke, og det bliver fulgt af Taylors "country-like licks""  som lead. Taylor spillede også slide guitar. Nicky Hopkins spillede klaver, mens Bill Wyman og Charlie Watts spillede henholdsvis bass og trommer.
Til trods for hans bidrag til sangen fik Taylor aldrig officiel kredit for “Winter” af hverken Jagger eller Richards.

## Eksterne kilder og henvisninger
- Officiel Tekst
- Facts om “Winter”
- Tekst og info om “Winter”

### Fodnote
1. 1 2  allmusic (Webside ikke længere tilgængelig)